# ジミ・チャラ
ジミ・チャラ（Yimmi Chará、1991年4月2日 - ）は、コロンビア出身の同国代表サッカー選手。ポートランド・ティンバーズ所属。ポジションはFW。

## クラブ経歴
2014年12月17日、コロンビアのデポルテス・トリマからメキシコのCFモンテレイに移籍。モンテレイにはステファン・メディーナ、ドルラン・パボン、アレクサンデル・メヒア、エドウィン・カルドナが在籍しており、クラブにとって5人目のコロンビア人となった。
2015年6月、アトレティコ・ナシオナルにレンタル移籍し、コロンビアリーグで優勝を果たした。アトレティコ・ナシオナルは契約延長を望んでいたが、2015年12月17日にドラドス・デ・シナロアに6ヶ月間のレンタル契約で加入することに合意した。
2017年7月、アトレティコ・ジュニオールと契約。最初のシーズンで28試合で13ゴールを記録し、クラブが2017年のコパ・コロンビアで優勝するのを助けた。
2018年6月12日、ブラジルのアトレチコ・ミネイロに500万ユーロの移籍金で5年契約で加入した。
2020年1月2日、メジャーリーグサッカーのポートランド・ティンバーズに特別指定選手として加入。

## 代表歴
2014年10月3日、エルサルバドル代表とカナダ代表との親善試合でホセ・ペケルマン監督から初めてコロンビアのA代表チームに招集された。2017年8月31日、ベネズエラ代表とのアウェイゲームで公式デビューを果たした。
2018年5月、ロシアワールドカップの暫定登録メンバー35人の一人に選ばれた。しかし、最終登録23人からは落選した。
2018年9月7日、ベネズエラ代表との親善試合で代表初ゴールを決めた。

## 人物
実兄のディエゴ・チャラもサッカー選手。デポルテス・トリマおよびポートランド・ティンバーズではチームメイトだった。

## タイトル

### クラブ
デポルテス・トリマ
- コパ・コロンビア: 2014

アトレティコ・ナシオナル
- カテゴリア・プリメーラA: 2015–II

アトレティコ・ジュニオール
- コパ・コロンビア: 2017